# Johan Samuelsen
Johan Jakob Anton Niels Samuelsen (21. prosince 1872, Akulliit – ?) byl grónský lovec a zemský rada zasedající v druhé severogrónské zemské radě.

## Životopis
Johan Samuelsen byl synem Ole Jonase Samuelsena (1838–?) a jeho manželky Sabine Marie Brønlundové (1832–?). Dne 22. února 1894 se v Qasigiannguitu oženil s Anne Kirstine Haldorou Geislerovou (1873–?). Johan Samuelsen byl lovcem a v roce 1917 byl zvolen do druhé Severogrónské zemské rady. Účastnil se všech zasedání s výjimkou roku 1921.